# Charles Eady, 1. Baron Swinfen

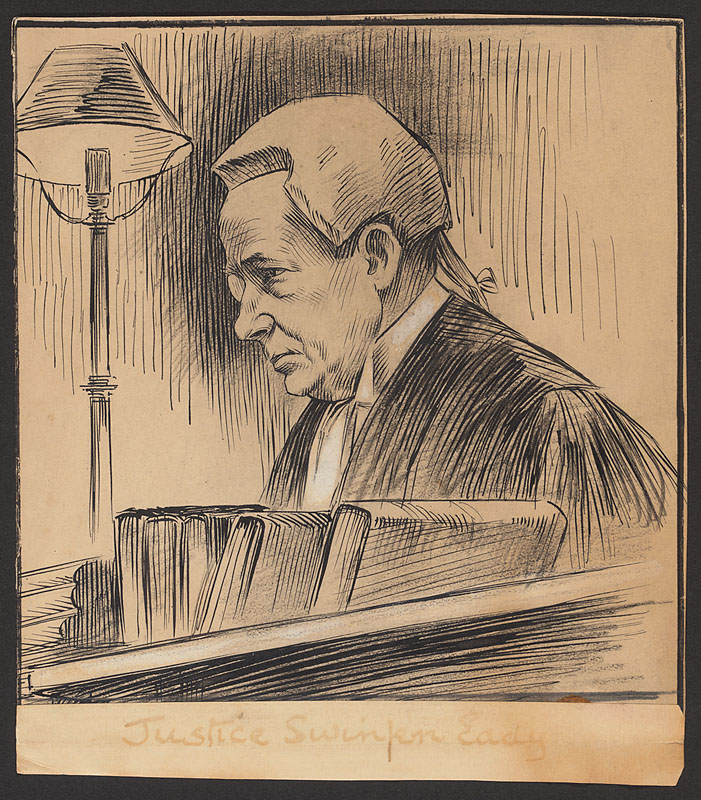
Charles Swinfen Eady, 1. Baron Swinfen

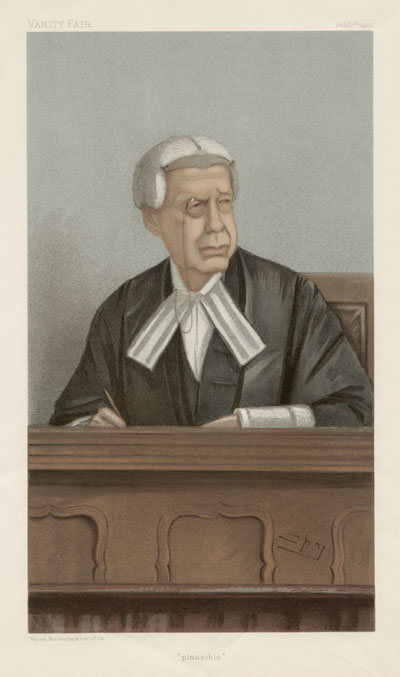
Sir Charles Swinfen Eady (Karikatur im Magazin Vanity Fair, 13. Februar 1902)

Charles Swinfen Eady, 1. Baron Swinfen PC Kt QC (* 31. Juli 1851 in Chertsey, Surrey; † 15. November 1919) war ein britischer Jurist, der von 1918 bis zu seinem Tod 1919 als Master of the Rolls das zweithöchste Richteramt im englischen Rechtssystem bekleidete und 1919 als Baron Swinfen in den Adelsstand erhoben wurde und damit bis zu seinem Tod nur vierzehn Tage später Mitglied des House of Lords war.

## Leben
Eady war der Sohn des George John Eady aus dessen Ehe mit Laura Maria Smith. Er absolvierte nach dem Schulbesuch ein Studium der Rechtswissenschaften und nahm nach seiner anwaltlichen Zulassung bei der Anwaltskammer (Inns of Court) von Inner Temple eine Tätigkeit als Barrister auf. Später erwarb er einen Doktor der Rechte (LL.D.) an der Universität London, deren Senat er seit 1879 als Mitglied angehörte. Für seine langjährigen anwaltlichen Verdienste wurde er 1893 zum Kronanwalt (Queen’s Counsel) sowie 1901 zu einem der sogenannten Bencher der Anwaltskammer von Inner Temple ernannt.
Am 8. November 1901 wechselte Eady in den richterlichen Dienst und wurde zum Richter am High Court of Justice ernannt, dem für England und Wales zuständigen Obersten Zivilgericht. Dort war er bis 1913 als Richter in der Kammer für Wirtschaftssachen (Chancery Division) tätig. Damit verbunden war auch der Schlag zum Knight Bachelor am 20. Dezember 1901, so dass er fortan den Namenszusatz „Sir“ führte.
Eady wurde danach 1913 als Lord Justice of Appeal Richter am Court of Appeal, dem für England und Wales zuständigen Appellationsgericht, und war dort bis 1918 tätig. Gleichzeitig erfolgte 1913 seine Ernennung zum Privy Counsellor.
Zuletzt wurde er 1918 Nachfolger von Herbert Cozens-Hardy, 1. Baron Cozens-Hardy als Master of the Rolls und damit als Vorsitzender des Zivilsenats des Court of Appeal. Er bekleidete damit bis zu seinem Tod ein Jahr später nach dem Lord Chief Justice of England and Wales das zweithöchste Richteramt im englischen Rechtssystem. 
Durch ein Letters Patent vom 1. November 1919 wurde er als Peer mit dem Titel Baron Swinfen, of Chertsey in the County of Surrey zum erblichen Peer erhoben und gehörte damit dem House of Lords als Mitglied an. Er verstarb allerdings bereits 14 Tage später. Sein Nachfolger als Master of the Rolls wurde daraufhin William Pickford, 1. Baron Sterndale, mit dem er mehrere Jahre gemeinsam Richter am High Court of Justice sowie am Court of Appeal war.
Aus seiner am 6. September 1894 mit Blanche Maude Lee geschlossenen Ehe gingen zwei Töchter und ein Sohn, Charles Swinfen Eady, hervor, der seinen Vater 1919 als 2. Baron Swinfen beerbte.